# Strompolizei

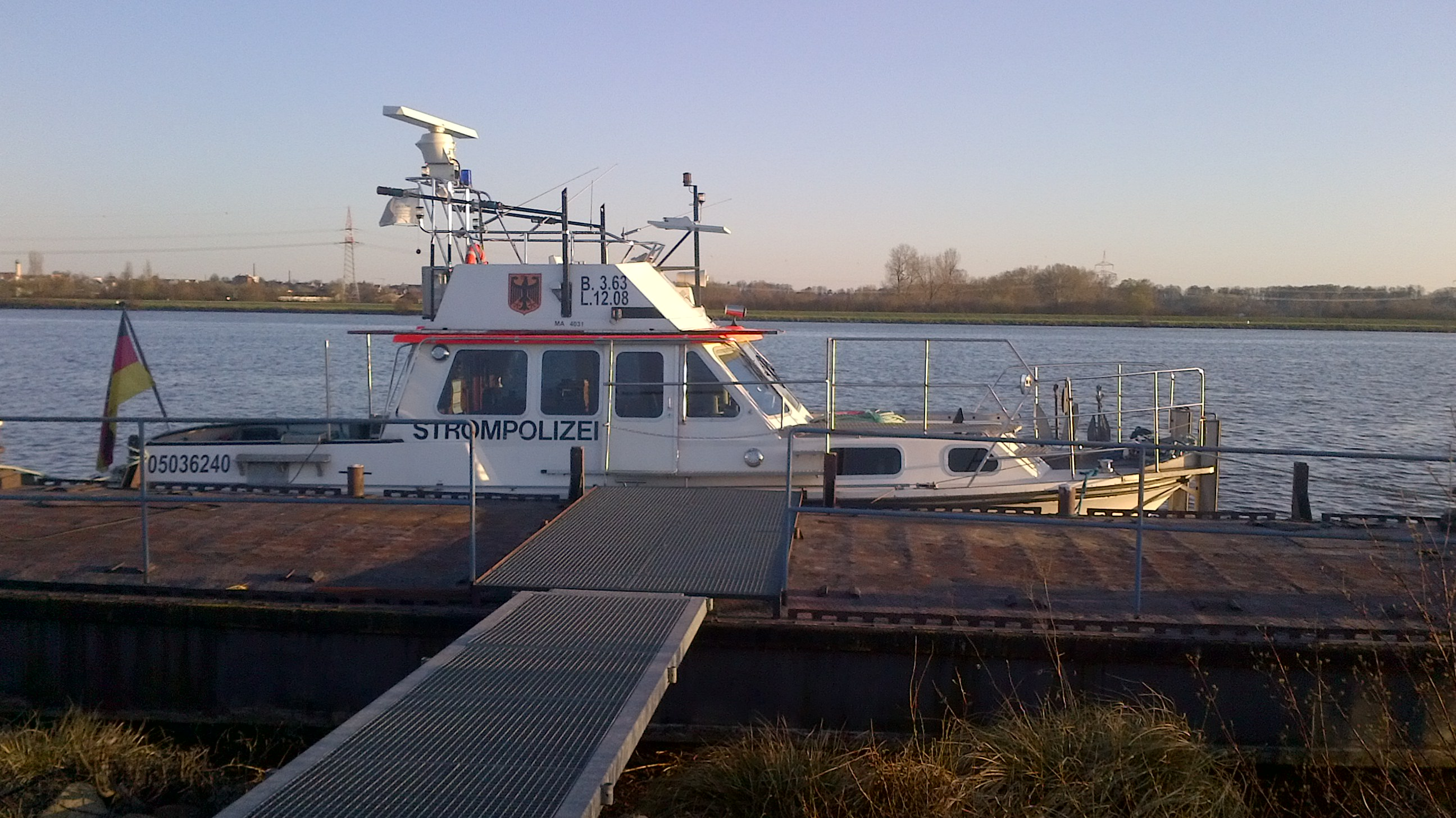
Donau-Strompolizei in Straubing

Als Strompolizei (teilweise: Flusspolizei) wurden bzw. werden die Behörden der Wasserbauverwaltungen bezeichnet. Ihnen oblag u. a. nach dem preußischen oder sächsischen Recht die Hoheitsverwaltung, insbesondere aber (wegerechtlich) die Instandhaltung der Schifffahrtswege. Der Begriff „Strompolizei“ kann schon 1852 in einer Schrift von Hugo von Bose nachgewiesen werden.
Die Reichs- bzw. Bundeswasserstraßen stehen im Eigentum des Bundes (vgl. Art. 89 Grundgesetz). Das Eigentum war nach der Weimarer Reichsverfassung (Art. 97 bis 101 und 171 WRV) noch mit der Verwaltungsaufgabe verknüpft. Heute kann die Verwaltung vom Bund auf ein Bundesland (Art. 85 GG) übertragen werden. In moderner Hinsicht trifft die Strompolizei in Gestalt der Behörden der Wasserstraßen- und Schifffahrtsverwaltung des Bundes die Maßnahmen der Gefahrenabwehr im Bereich der Bundeswasserstraßen, um die Verkehrsfähigkeit der Wasserstraße zu erhalten.
Die Strompolizei gehört nach dem Bundeswasserstraßengesetz (WaStrG) vom 2. April 1968 zu dem Aufgabenbereich der bundeseigenen Verwaltung, soweit es sich um Bundeswasserstraßen handelt. Die Strompolizei grenzt sich gemäß § 24 WaStrG zur Hafenpolizei ab.
Auf der Ebene der Bundesländer wird die Strompolizei in der Regel als Gewässeraufsicht durch die Landeswasserbehörden wahrgenommen.